# Freyellaster fecundus
Freyellaster fecundus är en sjöstjärneart som först beskrevs av Fisher 1905.  Freyellaster fecundus ingår i släktet Freyellaster och familjen Freyellidae. Inga underarter finns listade i Catalogue of Life.